# Caymanöarna i olympiska sommarspelen 1988
Caymanöarna deltog i de olympiska sommarspelen 1988 med en trupp bestående av åtta deltagare, men ingen av landets deltagare erövrade någon medalj.

## Friidrott
Herrarnas spjutkastning
- Paul Hurlston
  - Kval — 62,34m (→ gick inte vidare)

Damernas maraton
- Michelle Bush — 2:51:30 (→ 52:a plats)